# 1072
1072 (MLXXII) fue un año bisiesto comenzado en domingo del calendario juliano.

## Acontecimientos
- 12 de enero - España: Tras la batalla de Golpejera, Sancho II es coronado rey de León.
- España: el rey Alfonso VI otorga el señorío de la villa de Valladolid al conde de Saldaña y Carrión, Pedro Ansúrez.

## Nacimientos
- Tancredo de Galilea (o 1076)

## Fallecimientos
- 22 de septiembre: Ouyang Xiu, escritor chino.
- 7 de octubre: Sancho II, «el Fuerte», rey castellano.